# Marsens
Marsens är en ort och kommun i distriktet Gruyère i kantonen Fribourg, Schweiz. Kommunen hade 2 115 invånare (2023). Den 1 januari 2001 inkorporerades kommunen Vuippens in i Marsens.